# Melloconcha grata
Melloconcha grata är en snäckart som beskrevs av Tom Iredale 1944. Melloconcha grata ingår i släktet Melloconcha och familjen Helicarionidae. Inga underarter finns listade i Catalogue of Life.